# نوک‌قیفی خاکسترگون
نوک‌قیفی خاکسترگون (نام علمی: Conirostrum cinereum) نام یک گونه از سرده نوک‌قیفی است.

## نگارخانه

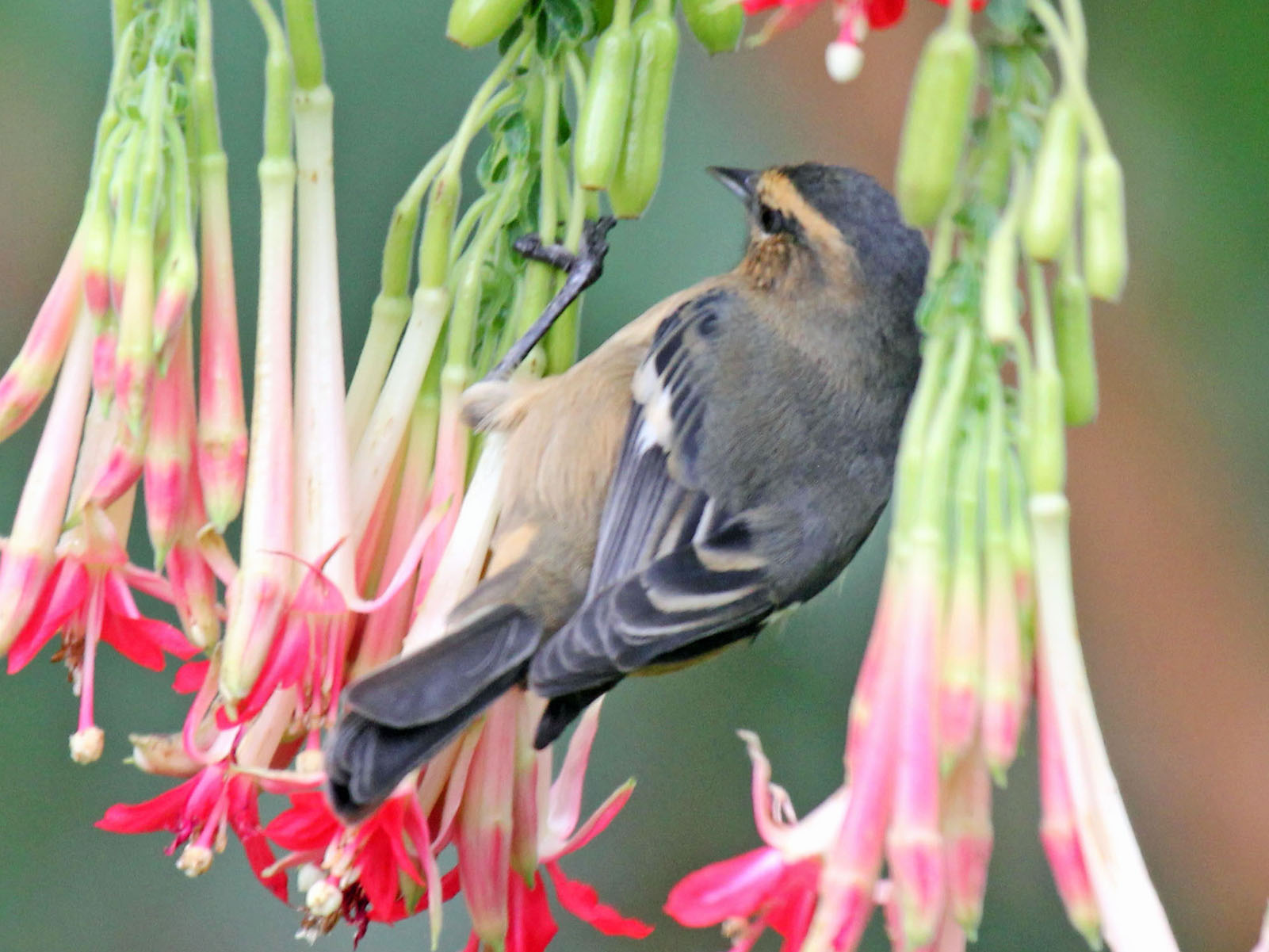
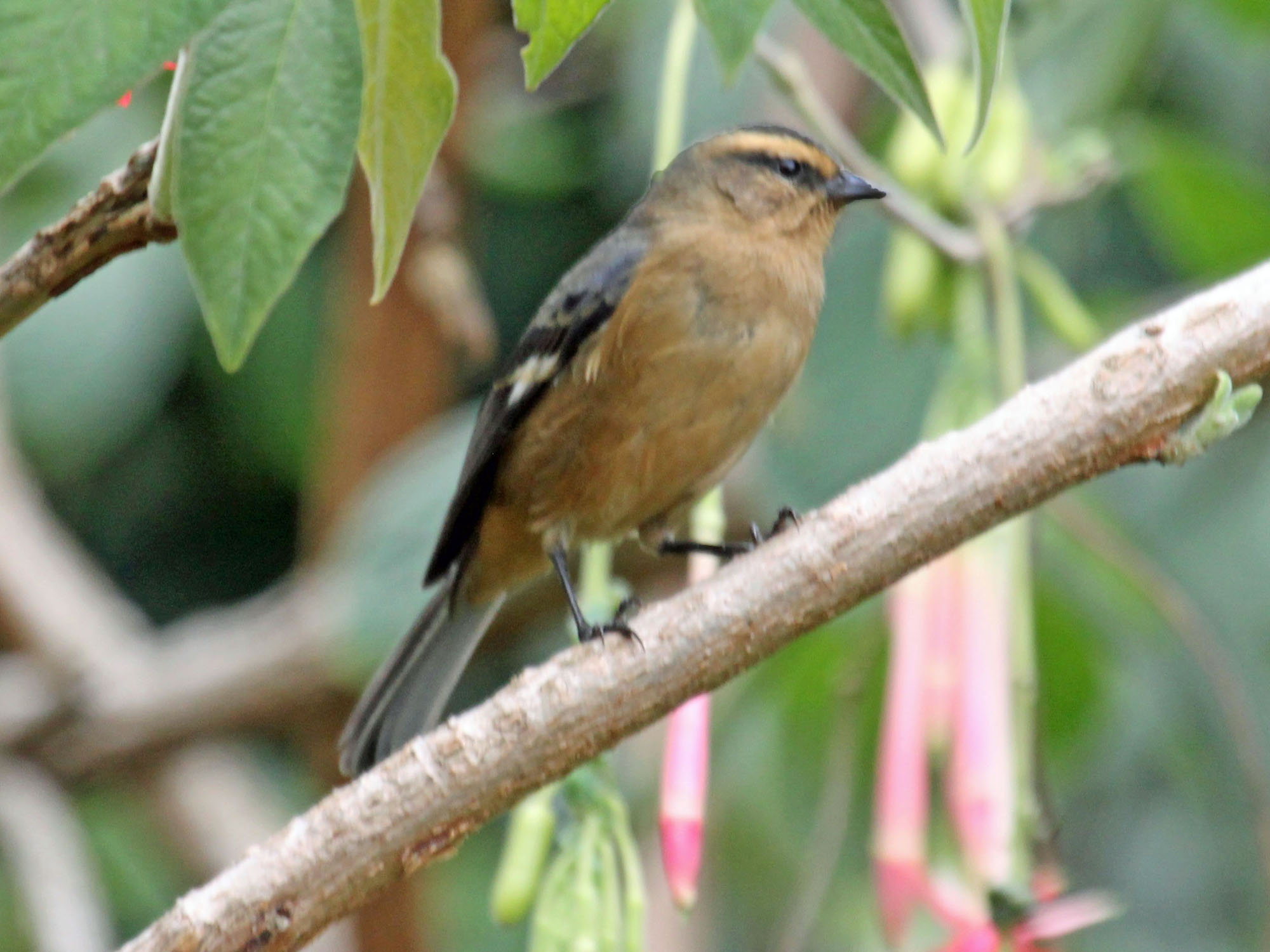
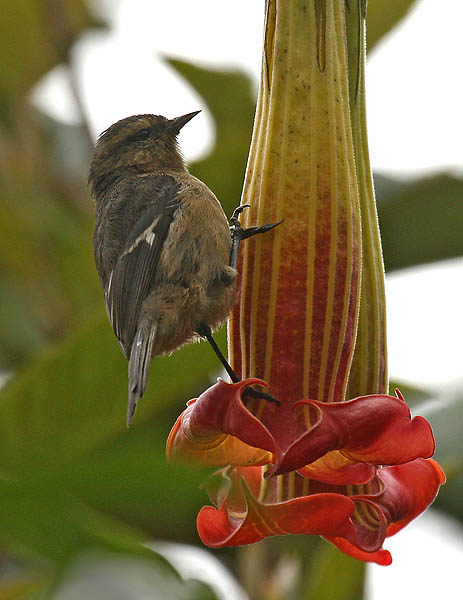